# Мутнофрет
Мутнофрет (Mutnofret). Її ім'я присвячено богині Мут і перекладається «Мут прекрасна». Вона була другою головною дружиною Тутмоса I і матір'ю Тутмоса II, XVIII династії Єгипту. Вона мала титул: «дочка царя, сестра царя, дружина царя, мати царя».
Вона була зображена в Дейр ель-Бахрі, храмі, побудованим її онуком Тутмосом III. Її статуя знайдена в Wadjmose в каплиці. Це говорить про те, що Мутнофрет була ще жива під час правління її сина.